# Archie Lockhart
Archibald "Archie" Lockhart, född 23 oktober 1875 i Caldwell, Skottland, död 26 januari 1941 i Kitchener, Ontario, var en kanadensisk curlingspelare. Han var med i laget som kom delad tvåa i uppvisningsgrenen curling i de olympiska vinterspelen 1932 i Lake Placid.